# Grainville-Langannerie
Grainville-Langannerie is een gemeente in het Franse departement Calvados (regio Normandië) en telt 522 inwoners (1999). De plaats maakt deel uit van het arrondissement Caen.

## Bezienswaardigheden
- Poolse militaire begraafplaats in Grainville-Langannerie

## Geografie
De oppervlakte van Grainville-Langannerie bedraagt 5,3 km², de bevolkingsdichtheid is 98,5 inwoners per km².
De onderstaande kaart toont de ligging van Grainville-Langannerie met de belangrijkste infrastructuur en aangrenzende gemeenten.

## Demografie
Onderstaande figuur toont het verloop van het inwonertal (bron: INSEE-tellingen).
Vanwege een beveiligingsprobleem met de MediaWiki Graph-software is het momenteel niet mogelijk deze grafiek weer te geven. Zodra de software is bijgewerkt zal de grafiek vanzelf weer zichtbaar worden.
1. ↑  Populations de référence 2022.